# Asłan Darabajew
Asłan Kajratowicz Darabajew (oryg. Аслан Кайратович Дарабаев, ur. 21 stycznia 1989 w Karagajły) – kazachski piłkarz grający na pozycji środkowego pomocnika. Od 2014 jest zawodnikiem klubu Kajrat Ałmaty.

## Kariera klubowa
Swoją karierę piłkarską Darabajew rozpoczął w klubie Szachtior Karaganda. W 2008 roku awansował do pierwszego zespołu i wtedy też zadebiutował w jego barwach w Priemjer-Lidze. W zespole Szachtiora grał do końca 2009 roku. W 2010 roku przeszedł do FK Aktöbe, w którym zadebiutował 28 kwietnia 2010 w zwycięskim 3:0 domowym meczu z FK Atyrau. W sezonie 2010 wywalczył z Aktöbe wicemistrzostwo Kazachstanu. W Aktöbe grał do zakończenia sezonu 2012.
W 2013 roku Darabajew przeszedł do FK Atyrau. Swój debiut w nim zaliczył 15 marca 2013 w wygranym 1:0 domowym meczu z Tobyłem Kustanaj. W połowie sezonu 2013 zmienił klub i został zawodnikiem Szachtiora Karaganda. Spędził w nim pół roku. W listopadzie 2013 zdobył Puchar Kazachstanu (nie zagrał w wygranym 1:0 finale z FK Taraz).
W 2014 roku Darabajew podpisał kontrakt z Kajratem Ałmaty. Swój debiut w Kajracie zanotował 15 marca 2014 w przegranym 0:1 domowym spotkaniu z FK Atyrau. W listopadzie 2014 wystąpił w wygranym 4:1 finale Pucharu Kazachstanu z FK Aktöbe. Strzelił w nim gola.
| Sezon | Klub                | Kraj       | Rozgrywki     | Mecze | Gole |
| ----- | ------------------- | ---------- | ------------- | ----- | ---- |
| 2008  | Szachtior Karaganda | Kazachstan | Priemjer-Liga | 19    | 1    |
| 2009  | Szachtior Karaganda | Kazachstan | Priemjer-Liga | 26    | 3    |
| 2010  | FK Aktöbe           | Kazachstan | Priemjer-Liga | 32    | 5    |
| 2011  | FK Aktöbe           | Kazachstan | Priemjer-Liga | 10    | 1    |
| 2012  | FK Aktöbe           | Kazachstan | Priemjer-Liga | 9     | 0    |
| 2013  | FK Atyrau           | Kazachstan | Priemjer-Liga | 8     | 0    |
| 2013  | Szachtior Karaganda | Kazachstan | Priemjer-Liga | 14    | 0    |
| 2014  | Kajrat Ałmaty       | Kazachstan | Priemjer-Liga | 26    | 8    |
| 2015  | Kajrat Ałmaty       | Kazachstan | Priemjer-Liga |       |      |

## Kariera reprezentacyjna
W reprezentacji Kazachstanu Darabajew zadebiutował 12 sierpnia 2014 roku w wygranym 2:1 towarzyskim meczu z Tadżykistanem, rozegranym w Astanie, gdy w 46. minucie zmienił Rienata Abdulina.